# William McNamara
William West McNamara (Dallas, Texas, 31 maart 1965) is een Amerikaans acteur.
Een van zijn bekendste films is Copycat uit 1995. Voor deze film deed hij niet alleen zijn stunts zelf, ook liep hij 'stage' bij een psychiater, om zich goed in te leven in zijn rol van Peter Foley als psychopathische moordenaar in deze film.